# Il cavaliere della rosa (film)
Il cavaliere della rosa (Der Rosenkavalier) è un film muto del 1925 sceneggiato, prodotto e diretto da Robert Wiene. Il film è la versione cinematografica del testo di Hugo von Hofmannsthal e dell'opera di Richard Strauss.

## Produzione
Il film fu prodotto dalla Pan-Film. Venne girato a Dürnstein e negli studi Listo-Atelier di Vienna.

## Distribuzione
Il film fu presentato in prima al cine-teatro Haydn-Kino di Vienna il 10 dicembre 1925. In Germania, venne proiettato alla Staatsoper di Dresda il 10 gennaio 1926 con lo stesso Richard Strauss alla direzione dell'orchestra.
In Italia venne distribuito dalla Pan Film.